# Paulhac, Haute-Garonne
Paulhac är en kommun i departementet Haute-Garonne i regionen Occitanien i södra Frankrike. Kommunen ligger i kantonen Montastruc-la-Conseillère som tillhör arrondissementet Toulouse. År 2022 hade Paulhac 1 250 invånare.

## Befolkningsutveckling
Antalet invånare i kommunen Paulhac
Referens:INSEE